# Hermes da Fonseca
Hermes Rodrigues da Fonseca ([ˈɛɾmis roˈdriɡis da fõˈsekɐ]; 12. května 1855 – 9. září 1923) byl brazilský voják a politik, osmý prezident své země v letech 1910–1914. Byl synovcem Deodora da Fonsecy, prvního prezidenta Brazílie. Svou vojenskou kariéru zahájil roku 1871 a dosáhl hodnosti maršála. Roku 1906 byl ministrem války.